# Michael Turner (football américain)
Pour les articles homonymes, voir Michael Turner (homonymie) et Turner.
(en) Statistiques sur pro-football-reference
Michael Turner, né le 13 février 1982 à Waukegan (Illinois), est un joueur américain de football américain évoluant au poste de running back.
Étudiant à l'université du Nord de l'Illinois, il joua pour les Huskies de Northern Illinois.
Il fut drafté en 2005 à la 154e place (cinquième tour) par les Chargers de San Diego. Essentiellement remplaçant de LaDainian Tomlinson, il obtient une place de titulaire en partant en 2008 aux Falcons d'Atlanta.